# Barbara Herrmann (Politikerin)
Barbara Herrmann (* 6. Juli 1948 in West-Berlin) ist eine deutsche Politikerin der CDU.
Herrmann begann 1971 im öffentlichen Dienst zu arbeiten. Sie machte die Ausbildung zur Polizeiangestellten und besuchte die Verwaltungsschule. Zuletzt war sie im Schulamt im Bezirk Charlottenburg-Wilmersdorf tätig. 1974 trat sie der Gewerkschaft der Polizei bei, ehe sie 1989 zur Komba übertrat.
1989 trat Herrmann in die CDU und die CDA ein, in letzterer bekleidete sie von 1995 an das Amt der Kreisvorsitzenden. Von 1995 bis 1999 gehörte sie der Bezirksverordnetenversammlung in Tiergarten an, in dem sie dem Jugendhilfeausschuss vorsaß und als Schriftführerin der CDU-Fraktion agierte. Nach dem Ausscheiden von Volker Liepelt rückte sie am 1. November 2000 in das Abgeordnetenhaus von Berlin nach, aus dem sie rund ein Jahr später wieder ausschied. Von 2001 bis 2011 war Herrmann erneut Bezirksverordnete, nunmehr im neuen Bezirk Mitte. Auch hier hatte sie den Vorsitz im Jugendhilfeausschuss inne.
Herrmann ist geschieden und Mutter zweier erwachsener Kinder.